# Atypophthalmus egressus
Atypophthalmus egressus är en tvåvingeart som först beskrevs av Alexander 1938.  Atypophthalmus egressus ingår i släktet Atypophthalmus och familjen småharkrankar. Inga underarter finns listade i Catalogue of Life.